# Delina Ibrahimaj
Delina Ibrahimaj (Tirana, 23 dicembre 1983) è una politica albanese.

## Biografia
È nata il 23 dicembre 1983 a Tirana. Ha studiato in Italia presso l'Università commerciale Luigi Bocconi di Milano, dove ha conseguito nel 2005 una laurea in economia internazionale, seguita nel dicembre 2009 da un master of science in general management, e presso l'Università degli Studi di Roma Tor Vergata, dove ha conseguito nel novembre 2012 un dottorato di ricerca in economia e finanza.
Dopo aver lavorato presso la Banca d'Albania tra il 2010 e il 2015, è stata direttrice generale dell'Istituto di statistica albanese (INSTAT) tra il 2016 e il 2019 e poi dal 2019 al 2021 è stata direttrice generale delle imposte.
Il 18 settembre 2021 ha prestato giuramento nel terzo governo di Edi Rama come Ministro delle finanze e dell'economia, rimanendo in carica fino al 14 settembre 2023, venendo nominata Ministro di Stato per la protezione dell'imprenditoria.